# Граф Каван

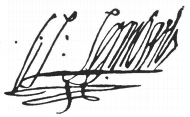
Підпис Олівера Ламбарта — І барона Каван.

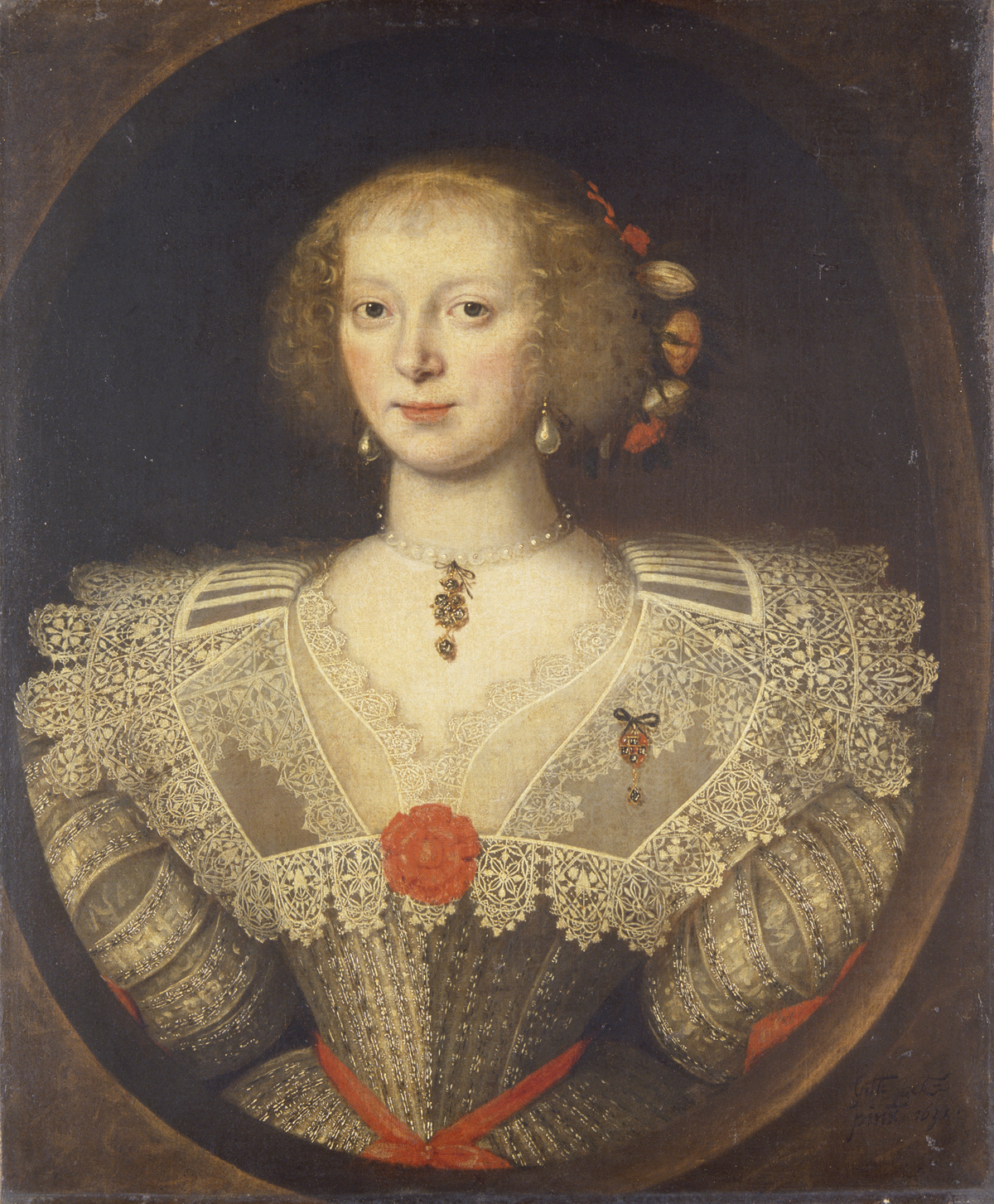
Джейн Робарст (Ламбарт) — дружина Чарльза Ламбарта — І графа Каван.

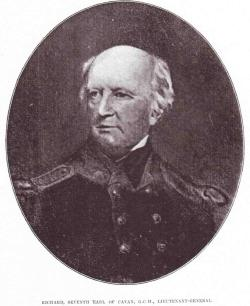
Річард Форд Вільям Ламбарт — VII граф Каван.

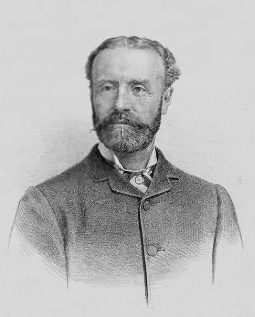
Фредерік Ламбарт — ІХ граф Каван.

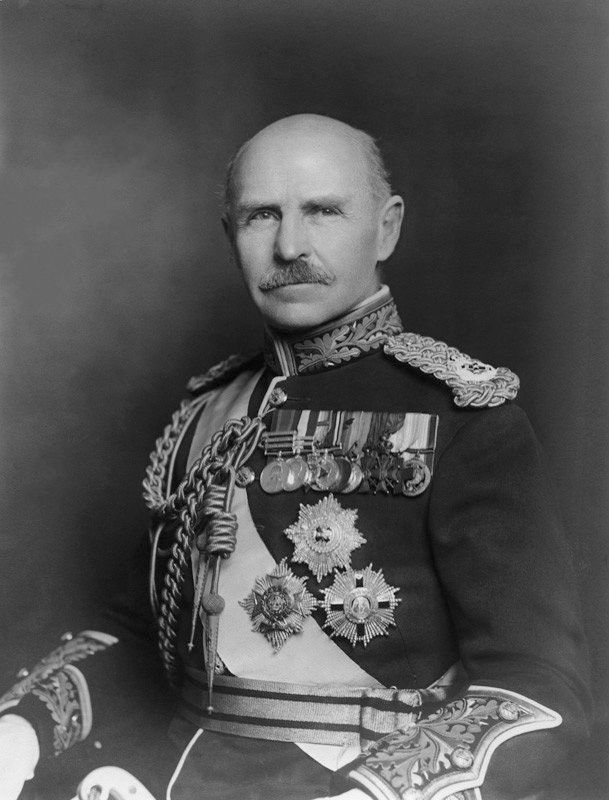
Рудольф Ламбарт — Х граф Каван.

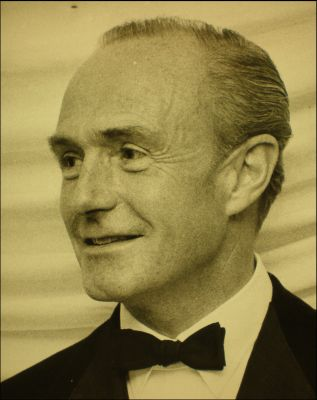
Майкл Ламбарт — ХІІ граф Каван.

Граф Каван (англ. — Earl of Cavan) — аристократичний титул в перстві Ірландії.

## Історія графів Каван
Титул граф Каван в перстві Ірландії був створений в 1647 році для Чарльза Ламбарта — ІІ барона Ламбарт. Крім цього титулу він отримав титул віконта Кілкорсі, що в графстві Кінгс (нині це графство Леїш) в перстві Ірландії. Лорд Каван був сином Олівера Ламбарта, що отримав титул пера Ірландії як лорд Ламбарт, барон Каван з графства Каван у 1618 році.
Олівер Ламбарт — І лорд Ламбарт, І барон Каван (помер у червні 1618) був відомим в Ірландії військовим діячем, політиком і депутатом Палати громад парламенту Ірландії. У війні Англії проти іспанців Ламберт брав участь у голландській кампанії під керівництвом свого полководця Френсіса Вера: він був поранений під час штурму міста Стеенвейка, який призвів до його захоплення в 1592 році. 20 червня 1596 року Ессекс і Еффінгем розграбували іспанську гавань Кадіса. Іспанці затопили свій індійський флот, включаючи вантаж у 12 мільйонів дукатів. Британські сили окупували місто до 5 липня. Ламбарта посвятили в лицарі за участь у цьому грабежі. Під час Дев'ятирічної війни в Ірландії (1594—1603) Ламбарт брав участь у ірландській кампанії 1599 року. Він командував 200-футовою командою в Енніскорті, графство Вексфорд. 6 січня 1615 року він за допомогою сера Джона Кемпбелла з Колдера відвоював замок Дунівейг на острові Айл. Він був губернатором Коннахту в 1601 році. У 1603 році він отримав посаду таємного радника Ірландії. Він також був депутатом парламенту Англії у Саутгемптоні 1597 року. У 1613 році він був обраний одним із двох депутатів від графства Каван у парламент, якийщо засідав з 1613 по 1615 рік. Він був отримав титули І лорда Ламберт, барона Каван з графства Каван незадовго до своєї смерті. Похований у Вестмінстерському абатстві. Титуи успадкував його син Чарльз Ламбарт.
Чарльз Ламбарт — І граф Каван (березен 1600 — 25 червня 1660) був англо-ірландським військовим, роялістом і аристократом. Чарльз був сином Олівера Ламбарта — І барона Ламбарта та Гестер Флітвуд. Він був обраний депутатом парламенту від Боссіні, що в Корнуоллі в 1626 році і знову був обраний в 1628—1629 роках. 10 червня 1618 року він успадкував титул барона від свого батька, але оскільки це був титул в перстві Ірландії, він міг бути тільки депутатом палати громад парламенту Англії. Лорд Ламбарт отримав посади сенешаля Кавану і Келлса в 1627 році і ввійшов до Таємної ради Ірландії. Після ірландського повстання 1641 року він підняв полк із 1000 солдат піхоти проти римо-католицьких повстанців. Згодом він був командувачем силами, які охороняли Дублін від імені Карла I у 1642 році. 15 квітня 1647 року Ламбарта було призначено графом Каван і віконтом Кілкорсі в Ірландії на знак визнання його відданості справі роялістів. Лорд Ламбарт одружився з її світлістю Джейн Робартес — дочкою Річарда Робартеса — І барона Робартес і його дружини Френсіс Гендер, сестрою Джона Робартса — І графа Раднора в 1625 році. Разом у них було четверо дітей: Річард, Олівер, Роуз і Гестер. Титули успадкував його старший син Річард, який був божевільним більшу частину свого дорослого життя. Деякі опосередковано звинувачували його батька в психічному стані Річарда — батько віддавав перевагу молодшому сину Оліверу, позбавив Річарда більшої частини його спадку, що і призвело до того, що Річард впав у «глибоку меланхолію».
Хоча ІІ граф Каван — Річард Ламбарт був божевільним протягом більшої частини свого дорослого життя, він був депутатом парламенту від Кілбеггана в 1647—1649 роках. Він одружився з Роуз Вер — дочкою сера Джеймса Вера та Елізабет Ньюман, і мав сина Чарльза Ламбарта, що успадкував титул в 1690 році і став ІІІ графом Каван.
Він одружився з Кастіліною — дочкою Генрі Гілберта і Роуз Вер, і мав з нею чотирьох синів, включаючи Чарльза, лорда Ламбарта, який помер раніше, Річарда Ламбарта, що успадкував титул і став IV графом Каван, Олівера, який одружився з Френсіс Стюарт, і Генрі, батька 6-го графа Каван. Кастіліна померла в похилому віці в 1742 році.
Річард Ламбарт — IV граф Каван успадкував титул від свого батька в 1702 році. Він одружився з Маргарет Трант — дочкою Річарда Транта, губернатора Барбадосу, і мав з нею чотирьох дітей, включаючи Форда Ламбарта — V графа Каван, і Гертруду, що вийшла заміж за Вільяма Фіцморіса — ІІ графа Керрі.
Форд Ламбарт — V графа Каван народився в 1718 році в Меріборо. Форд Ламбарт був масоном, був обраний Великим Магістром Великої Ложі Ірландії в 1767 році, і цю посаду він обіймав протягом наступних двох років. У нього не було сина, і після його смерті його титули перейшли до двоюрідного брата.
Річард Ламбарт — VI граф Каван був генерал-лейтенантом британської армії. Він був сином Генрі та Доротеї Ламбарт і успадкував титул графа від свого двоюрідного брата Форда Ламбарта в 1772 році. Його батько був молодшим сином ІІІ графа Каван. Він служив в британській армії і став генерал-майором у 1772 році та генерал-лейтенантом у 1777 році. Його призначили полковником 55-го піхотного полку 3 серпня 1774 року. Потім він командував 15-тим піхотним полком з 7 вересня 1775 року і до своєї смерті. У 1773 році він був обраний до парламенту Ірландії. Він помер у 1778 році і був похований у соборі Святого Патріка. Він одружувався двічі: спочатку зі своєю двоюрідною сестрою Софією — дочкою Олівера Ламбарта — молодшого сина Чарльза Ламбарта — ІІІ графа Каван, вдруге з Елізабет — дочкою і спадкоємиця Вільяма Девіса (комісара британського королівського флоту), з нею у нього були син і дочка. Титул успадкував його син Річард Ламбарт, що став VII графом Каван.
VII граф Каван був генералом британської армії під час наполеонівських війн. Титул успадкував його онук, що став VIII графом Каван. Х граф Каван командиром армії під час Першої світової війни, а пізніше фельдмаршалом та начальником імператорського генерального штабу. Він не мав синів і титул успадкував його молодший брат, що став ХІ графом Каван.
ХІІ граф Каван не мав синів і титул успадкував Роджер Каван Ламбарт — нащадок VII графа Каван. Право на володіння титулом досі оскаржується людьми відомої італійської аристократичної родини Ламбертіні, які є нащадками І графа Каван.

## Барони Ламбарт (1618)
- Олівер Ламбарт (помер у 1618 р.) — І барон Ламбарт
- Чарльз Ламбарт (1600—1660) — ІІ барон Ламбарт (нагороджений титулами граф Каван та віконт Кілкорсі в 1647 році)

## Графи Каван (1647)
- Чарльз Ламбарт (1600—1660) — І граф Каван, І віконт Кілкорсі, ІІ барон Ламбарт
- Річард Ламбарт (помер у 1690 р.) — ІІ граф Каван, ІІ віконт Кілкорсі, ІІІ барон Ламбарт
- Чарльз Ламбарт (1649—1702) — ІІІ граф Каван, ІІІ віконт Кілкорсі, IV барон Ламбарт
- Чарльз Ламбарт (помер близько 1689 р.) — лорд Ламбарт
- Річард Ламбарт (помер у 1742 р.) — IV граф Каван, IV віконт Кілкорсі, V барон Ламбарт
- Гілберт Ламбарт (помер до 1742 р.) — лорд Ламбарт
- Форд Ламбарт (1718—1772) — V граф Каван, V віконт Кілкорсі, VI барон Ламбарт
- Річард Ламбарт (помер у 1778 р.) — VI граф Каван, VI віконт Кілкорсі, VII барон Ламбарт
- Річард Форд Вільям Ламбарт (1763—1837) — VII граф Каван, VII віконт Кілкорсі, VIII барон Ламбарт
- Річард Генрі Роберт Гілберт Ламбарт (1783—1785) — віконт Кілкорсі
- Річард Генрі Ламбарт (1788—1788) — віконт Кілкорсі
- Джордж Фредерік Август Ламбарт (1789—1828) — віконт Кілкорсі
- Фредерік Джон Вільям Ламбарт (1815—1887) — VIII граф Каван, VIII віконт Кілкорсі, IX барон Ламбарт
- Фредерік Едвард Гулд Ламбарт (1839—1900) — IX граф Каван, IX віконт Кілкорсі, X барон Ламбарт
- Фредерік Рудольф Ламбарт (1865—1946) — X граф Каван, X віконт Кілкорсі, XI барон Ламбарт
- Горацій Едвард Семюел Ламбарт (1878—1950) — XI граф Каван, XI віконт Кілкорсі, XII барон Ламбарт
- Майкл Едвард Олівер Ламбарт (1911—1988) — XII граф Каван, XII віконт Кілкорсі, XIII барон Ламбарт
- Роджер Каван Ламбарт (1944 р. н.) — XIII граф Каван, XIII віконт Кілкорсі, XIV барон Ламбарт

Передбачуваним спадкоємцем титулу є Каван С. Е. Ламбарт (1957 р. н.) — нащадок І графа Каван і дальекий родич двоюрідного брата ХІІІ графа Каван, навіть якщо титул оскаржується родиною Ламбертіні — нащадками Чарльза Ламбарта — І графа Каван.